# رادولف هارگریو
رادولف هارگریو (انگلیسی: Rudolph Hargrave؛ ۱۵ فوریهٔ ۱۹۲۵ – ۱ آوریل ۲۰۱۴) یک وکیل بود.